# Allan Zachariasen
Allan Zachariasen (født 1955) er en tidligere dansk maratonløber.  Han løb for Odense Freja.

## Personlige rekorder
- 1.500m 3.42,8 (1985)
- 3.000m 7.54,0 (1981)
- 5.000m 13.42,15 (1986)
- 10.000m 29.06,21 (1982)
- 20km landevej 59.21 (1983, stadigvæk dansk rekord)
- Halvmaraton 1.03,31 (1988)
- Maraton 2.11.05 (Barcelona Marathon 1983)

## Karriere
- 1977 – 1988 25 individuelle danske mesterskaber
- 1984 Olympiske lege i Los Angeles på Maraton
- 26 internationale marathonløb
- Vinder af Minneapolis marathon (1982 og 1983), Barcelona marathon (1983 og 1990)
- Tidligere dansk rekordholder på maraton
- Nuværende dansk rekordholder på 20km landevej

## Forfatterskab
- Løberens AbZ, udgivet 1997
- Mit løberliv, udgivet 1999

## Forskelligt
- Uddannet skolelærer og fysioterepeut
- Foredragsholder
- Kommentator på TV 2 1988-1994
- Idrætslærer på Oure Idrætsefterskole
- har været stævnekoordinator på Club La Santa, Lanzarote, 1994
- Ivrig lystfisker